# John Byrom
John Byrom, M.A., FRS (Manchester, 29 febbraio 1692 – Manchester, 26 settembre 1763), è stato un poeta, inventore e proprietario terriero inglese.
Citato talvolta come John Byrom of Kersal o John Byrom of Manchester, è stato, fra le altre cose, l'inventore di un rivoluzionario sistema di stenografia. Egli è ricordato maggiormente come l'autore dei versi dell'inno anglicano Christians Awake, salute the happy morn, che fu presumibilmente un regalo di Natale per sua figlia.

## Primi anni
John Byrom discendeva da un'antica famiglia signorile del Lancashire. Il suo antenato Ralph Byrom si era trasferito a Manchester da Lowton nel 1485, e divenne un ricco mercante di lana. Suo figlio Adam acquistò immobili a Salford, Darcy Lever, Bolton e Ardwick (anche se la sua ricchezza non impedì che la figlia, malata di mente, fosse accusata di stregoneria). Edward Byrom contribuì a sventare un complotto realista per impadronirsi di Manchester nel 1642.
Byrom nacque a Manchester, nel 1692, in quello che oggi è The Old Wellington Inn (parte dell'Old Shambles); la proprietà fu poi utilizzata come ufficio per i pedaggi di mercato, con alloggi ai piani superiori). Il Wellington Inn è oggi una grande attrazione turistica, e la sua nascita è ricordata da una placca nella zona bar. Tuttavia, alcune fonti sostengono che sia nato a Kersal Cell nella Lower Kersal, comune di Broughton, vicino a Salford appena fuori Manchester. Secondo Bailey è stato uno degli uomini più alti del regno.
Le sue origini privilegiate gli permisero di ottenere una formazione eccellente, tra cui The King's School, Chester, Merchant Taylors' School, Londra. Studiò al Trinity College di Cambridge, diventando lì "fellow" nel 1714, e successivamente, viaggiò all'estero e studiò medicina a Montpellier, in Francia.

## Byrom e la stenografia

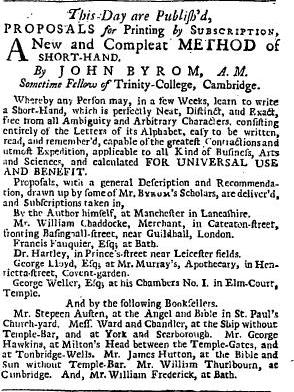
Pubblicità sul giornale per il sistema di stenografia di Byrom dal Daily Gazetteer, 1741

Byrom inventò un sistema di stenografia, e dopo averlo perfezionato tornò in Inghilterra nel 1716. Alcuni degli abitanti di Manchester tentarono di convincerlo a costituire un ambulatorio medico in città, ma decise che le sue competenze non erano sufficienti per perseguire una carriera medica e decise invece di insegnare il suo sistema di stenografia. Poco dopo essere entrato in possesso della sua eredità familiare nel 1740, Byrom brevettò la sua "Nuova Stenografia Universale". Questo sistema di stenografia è stato insegnato ufficialmente sia a Oxford che a Cambridge ed è stato usato dal cancelliere alla Camera dei Lord.
Il 16 giugno 1742 Sua Maestà Giorgio II assicurò a John Byrom, M.A., il diritto esclusivo di pubblicare per un certo periodo di anni (21), l'arte e il metodo della stenografia inventato da lui. Il suo sistema di stenografia fu pubblicato postumo come "La Stenografia Inglese Universale" che, anche se sostituita nel XIX secolo, segnò uno sviluppo significativo nella storia della stenografia. Fu utilizzata da John (1703-1791) e Charles Wesley (1707-1788), fondatori del Metodismo, che registrò i loro auto-esami in diari codificati.

## Vita familiare
La casa avita della Famiglia Byrom è Byrom Hall a Slag Lane a Lowton, (la strada di fronte all'ingresso si chiama Byrom Lane). Ha vissuto qui di tanto in tanto, ma sembra che per lo più abbia abitato in una casa di città di Manchester e al Kersal Cell.
Dalla moglie Elizabeth Byrom ebbe due figli, Edward e Dorothy, ma la sua preferita era sua figlia Dorothy, conosciuta come Dolly. Nel dicembre 1745, dopo un gioco con Dolly, promise di scriverle qualcosa per Natale; doveva essere scritto appositamente per lei e nessun altro. La gioia di Dolly ricordava a suo padre della sua promessa ogni giorno che Natale si avvicinava. La mattina di Natale, quando correva giù per la prima colazione, trovò diversi regali in attesa. Tra loro c'era una busta indirizzata a lei con la scrittura di suo padre. Fu la prima cosa che aprì e, con sua grande gioia, si rivelò essere un canto di Natale dal titolo "Cristiani sveglia! Salutate la mattina felice". Il manoscritto originale è intitolato "Il giorno di Natale per Dolly" e fu pubblicato nell'Harrop's Manchester Mercury nel 1746.

## Resti letterari
Anche se Byrom probabilmente è più ricordato per questo Christmas Carol, egli era considerato dai suoi contemporanei un poeta e un letterato. La maggior parte delle sue poesie, la più nota delle quali è My spirit longeth for Thee, erano di orientamento religioso. Egli è anche ricordato per i suoi epigrammi e, soprattutto, per il suo conio della frase Tweedledum e Tweedledee (in relazione ad una controversia sui meriti di due compositori).

## Un uomo misterioso
Byrom non condusse un'ordinaria vita di provincia. Fu membro della Royal Society, quando Sir Isaac Newton ne era il presidente, e si trasferì in alcuni ambienti sociali e intellettuali molto influenti a Londra e altrove. La moderna ricerca ce lo ha rivelato essere una sorta di uomo del mistero. In primo luogo vi è la questione delle sue opinioni politiche. Un tempo si pensava che fosse un giacobita segreto, ma ora si suggerisce che egli potrebbe aver agito come un agente che faceva il doppio gioco, il "Camaleonte della Regina". Le sue opinioni possono essere riassunte nel verso che egli compose, sotto forma di un brindisi:
Byrom morì nel 1763 ed è sepolto nel cappella privata della sua famiglia, che ora è conosciuta come Cappella del Gesù nella Cattedrale di Manchester, in Inghilterra. Le sue carte, anche se conservate per qualche tempo dopo la sua morte, sono state misteriosamente distrutte nel XIX secolo. Alcuni elementi superstiti hanno suggerito che egli possa essere appartenuto a una precoce società proto-massonica, simile al Club del Gentiluomo di Spalding, e perseguito occulti interessi.
La sua biblioteca di libri e manoscritti è stata donata alla Biblioteca della Chetham dalla sua discendente, nubile e senza figli, signorina Eleonora Atherton nel 1870.